# Josh Law
Joshua Neil Law, detto Josh (Nottingham, 19 agosto 1989) è un ex calciatore inglese, di ruolo difensore.

## Biografia
È il fratello di Nicky Law, a sua volta calciatore.

## Carriera
Ha giocato nella prima divisione scozzese con il Motherwell.

## Palmarès

### Club

#### Competizioni nazionali
- Conference League North: 1

Alfreton Town: 2010-2011